# Pseudochazara cingovskii
Pseudochazara cingovskii — вид денних метеликів з родини сонцевиків (Nymphalidae).

## Поширення
Ендемік Північної Македонії. Трапляється лише в околицях села Плетвар на південь від Скоп'є. Площа поширення виду становить не більше 1,5 км². Загальна чисельність метеликів не перевищує 10 тис. особин.

## Опис
Забарвлення сіро-коричневе. Переднє крило має два темних вічка з білим центром. Між вічками є дві білі цятки.

## Спосіб життя
Мешкає у місцях з виходом вапнякових скель на висоті 1000—1200 м над рівнем моря. Метелики літають у кінці липня на початку серпня. Завдяки забарвленню метелика важко помітити на вапняку. Буває одне покоління в рік. Гусениці годуються на Poa annua та Poa pratensis.